# Braggs
Pour les articles homonymes, voir Braggs (homonymie).
La ville de Braggs est située dans le comté de Muskogee, dans l’État de l’Oklahoma, aux États-Unis. Sa population s’élevait à 259 habitants lors du recensement de 2010, estimée à 254 habitants en 2015.